# Blair Underwood
Blair Erwin Underwood (Tacoma, 25 de agosto de 1964) é um ator norte-americano. Sua primeira estreia no cinema aconteceu no musical Krush Groove em 1985 e na série da NBC, LA Law de 1986 a 1994.
Durante sua carreira, o ator interpretou papéis em diversos filmes conhecidos incluindo Just Cause (1995), Set It Off (1996), Deep Impact (1998), Rules of Engagement (2000), Something New (2006) e mais recentemente, Longlegs (2024). Na televisão, seu papel principal foi no seriado City of Angels (2000). Outros papéis de destaque incluem LAX (2004–2005), Dirty Sexy Money (2007–2009), In Treatment (2008), The Event (2010–2011), Ironside (2013) e Quantico (2016–2018). Underwood recebeu duas indicações ao Globo de Ouro, uma indicação ao Tony, cinco NAACP Image Awards, um Daytime Emmy Award e um Grammy Award.

## Biografia
Underwood nasceu em Tacoma, Washington, filho de Marilyn Ann Scales, uma decoradora de interiores, e Frank Eugene Underwood Sr., um coronel do Exército dos Estados Unidos. Underwood viveu em bases e postos do Exército nos Estados Unidos e em Stuttgart, Alemanha, durante toda a sua infância devido à carreira militar de seu pai. Blair estudou na Petersburg High School em Petersburg, Virgínia. Ele passou a frequentar a Carnegie Mellon School of Drama em Pittsburgh, Pensilvânia.

## Carreira

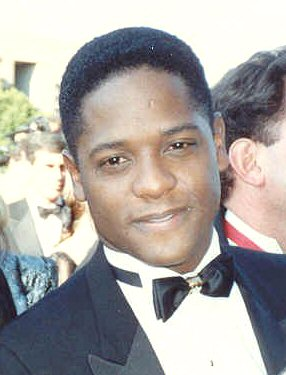
Underwood em 1989 no Emmy Awards

Após sua estreia no cinema, a aparição de Underwood no musical Krush Groove de 1985 lhe rendeu uma curta participação na novela da ABC One Life to Live. Mais tarde, ele coestrelou na minisérie dramática policial da CBS Downtown de 1986 a 1987, e estrelou como convidado em Scarecrow and Mrs. King e 21 Jump Street.
Em 1987, Underwood, aos 23 anos, foi escalado como o advogado Jonathan Rollins na série de drama jurídico da NBC , LA Law .  Ele recebeu uma indicação ao Globo de Ouro de Melhor Ator Coadjuvante - Série, Minissérie ou Filme para Televisão em 1991. Em 1993, ele coestrelou o filme de faroeste Posse, estrelado por Mario Van Peebles. Depois de LA Law, ele estrelou vários filmes. Em 1995, ele apareceu no seriado Just Cause, e no ano seguinte, no filme de assalto Set It Off. Ele também teve um papel coadjuvante no filme de ficção científica Gattaca (1997) e no filme-catástrofe Deep Impact (1998). Em 1996, ele foi destaque na edição de julho da revista erótica Playgirl.
Em 2003, ele estrelou em quatro episódios  da série Sex and the City da HBO, interpretando o interesse amoroso de Cynthia Nixon. Ele teve um papel recorrente na sitcom da CBS The New Adventures of Old Christine ao lado de Julia Louis-Dreyfus de 2006 a 2008. Em 2007, ele estrelou um episódio da série da NBC Law & Order: Special Victims Unit.
Em 2010-2011, Underwood interpretou o papel de novo presidente dos Estados Unidos Elias Martinez na série dramática da NBC The Event. Em 2010, Underwood interpretou o papel de São Marcos em The Truth & Life Dramatized Audio New Testament Bible, um Novo Testamento em áudio totalmente dramatizado, com 22 horas de duração e dublado por celebridades, baseado na tradução RSV-CE. Em 2012, ele desempenhou o papel principal de Stanley na reestreia da Broadway de A Streetcar Named Desire.
No ano seguinte, ele apareceu em The Trip to Bountiful ao lado de Cicely Tyson. De 2015 a 2016, ele teve um papel recorrente na série da ABC Agents of SHIELD. Em 2016, Underwood foi escalado para a série de suspense da ABC Quantico para o papel regular da série do vice-diretor da CIA, Owen Hall.
Em 2019, Underwood interpretou Bobby Burns na minissérie When They See Us.  No ano seguinte, ele coestrelou ao lado de Octavia Spencer na minissérie da Netflix Self Made: Inspired by the Life of Madam CJ Walker.

## Vida pessoal
Underwood faz parte de várias organizações de caridade. Em 2003, juntamente com Ashley Judd, atuou como porta-voz da YouthAIDS.
Em 24 de junho de 2023, ele se casou com sua amiga de longa data, Josie Hart. 
Underwood também apareceu em um anúncio de serviço público de 2004 para o The Fulfillment Fund. Ele é um administrador da Robey Theatre Company em Los Angeles, um grupo de teatro sem fins lucrativos fundado por Danny Glover, com foco em peças sobre a experiência negra.

## Filmografia

### Filme
| Ano  | Título                                | Papel                                   | Notas          |
| ---- | ------------------------------------- | --------------------------------------- | -------------- |
| 1985 | Krush Groove                          | Russell Walker                          |                |
| 1992 | The Second Coming                     | Jesus                                   | Curta-metragem |
| 1993 | Posse                                 | Xerife Carver                           |                |
| 1995 | Just Cause                            | Bobby Earl Ferguson                     |                |
| 1996 | Set It Off                            | Keith Weston                            |                |
| 1997 | Gattaca                               | Geneticist                              |                |
| 1998 | Sister I'm Sorry                      | Ele mesmo                               | Curta-metragem |
| 1998 | Deep Impact                           | Mark Simon                              |                |
| 1999 | Asunder                               | Chance Williams                         |                |
| 1999 | The Wishing Tree                      | "Magic Man"                             |                |
| 2000 | Rules of Engagement                   | Captain Lee, USMC                       |                |
| 2002 | Truth Be Told                         | Detective Harris                        |                |
| 2002 | G                                     | Chip Hightower                          |                |
| 2002 | Full Frontal                          | Calvin / Nicholas                       |                |
| 2003 | Malibu's Most Wanted                  | Tom Gibbons                             |                |
| 2004 | Fronterz                              | Desconhecido                            |                |
| 2004 | Do Geese See God?                     | Homem                                   |                |
| 2005 | The Golden Blaze                      | Gregory Fletcher/The Golden Blaze (voz) |                |
| 2006 | Something New                         | Mark Harper                             |                |
| 2006 | Madea's Family Reunion                | Carlos                                  |                |
| 2006 | Company Town                          | Tom Wilson                              | Curta-metragem |
| 2007 | The Hit                               | Hen                                     |                |
| 2009 | Weather Girl                          | Weather Girl                            |                |
| 2010 | From Cape Town with Love              | Tennyson Hardwick                       | Curta-metragem |
| 2010 | I Will Follow                         | Evan                                    |                |
| 2011 | The Art of Getting By                 | Principal Bill Martinson                |                |
| 2012 | Woman Thou Art Loosed: On the 7th Day | David Ames                              |                |
| 2018 | The After Party                       | Sergeant Martin Ellison                 |                |
| 2019 | Juanita                               | Himself                                 |                |
| 2020 | Bad Hair                              | Amos Bludso                             |                |
| 2020 | Really Love                           | Jerome Richmond                         |                |
| 2023 | Origin                                | Amari                                   | [ 19 ]         |
| 2024 | Longlegs                              | Agent Carter                            | [ 20 ]         |
| 2025 | Youngblood                            | Blane Youngblood                        |                |
| 2025 | One Spoon of Chocolate                | TBA                                     | Pós-produção   |
| TBA  | Viral                                 | Andrew                                  | Também diretor |

### Televisão
| Ano       | Título                                            | Papel                       |
| --------- | ------------------------------------------------- | --------------------------- |
| 1985      | Knight Rider                                      | Potts                       |
| 1985      | The Cosby Show                                    | Denise's Friend/Mark        |
| 1985      | One Life to Live                                  | Bobby Blue                  |
| 1986      | Soul Train                                        | Himself                     |
| 1986–87   | Downtown                                          | Terry Corsaro               |
| 1987      |                                                   | Stillman                    |
| 1987      | 21 Jump Street                                    | Reginald Brooks             |
| 1987–94   | L.A. Law                                          | Jonathan Rollins            |
| 1988      | Mickey's 60th Birthday                            | Johnathon Rollins           |
| 1989      | The Cover Girl and the Cop                        | Horace Bouchet              |
| 1990      | Murder in Mississippi                             | James Chaney                |
| 1990      | Heat Wave                                         | Robert Richardson           |
| 1990      | Rose Parade                                       | Ele mesmo                   |
| 1991      | Showtime at the Apollo                            | Ele mesmo                   |
| 1991      | Sesame Street                                     | Ele mesmo                   |
| 1991      | A Different World                                 | Zelmer Collier              |
| 1991      | American Experience                               | Lewis Douglass              |
| 1993      | Father & Son: Dangerous Relations                 | Jared Williams              |
| 1994      | ABC Afterschool Special                           | Ele mesmo                   |
| 1996      | Soul of the Game                                  | Jackie Robinson             |
| 1996      | Mistrial                                          | Lieutenant C. Hodges        |
| 1996      | Duckman                                           | Ele mesmo                   |
| 1996–97   | High Incident                                     | Officer Michael Rhoades     |
| 1997      | Happily Ever After: Fairy Tales for Every Child   | King Midas (voz)            |
| 1998      | Mama Flora's Family                               | Willie                      |
| 1999      | NAACP Image Awards                                | Ele mesmo                   |
| 2000      | Linc's                                            | Ele mesmo                   |
| 2000      | City of Angels                                    | Dr. Ben Turner              |
| 2001      | Biography                                         | Ele mesmo                   |
| 2001      | Great Performances                                | Ele mesmo/Narrador          |
| 2002      | Inside TV Land                                    | Ele mesmo                   |
| 2003      | The Jamie Kennedy Experiment                      | Ele mesmo                   |
| 2003–04   | Sex and the City                                  | Dr. Robert Leeds            |
| 2004      | TV Land's Top Ten                                 | Ele mesmo                   |
| 2004–05   | LAX                                               | Roger De Souza              |
| 2004–05   | Fatherhood                                        | Dr. Arthur Bindlebeep (voz) |
| 2005      | Half & Half                                       | Ele mesmo                   |
| 2006–10   | The New Adventures of Old Christine               | Daniel Harris               |
| 2006      | Covert One: The Hades Factor                      | Palmer Addison              |
| 2007      | Law & Order: Special Victims Unit                 | Miles Sennett               |
| 2007–09   | Dirty Sexy Money                                  | Simon Elder                 |
| 2008      | In Treatment                                      | Alex                        |
| 2010–11   | The Event                                         | President Elias Martinez    |
| 2011      | Vietnam in HD                                     | Charles J. Brown            |
| 2012      | Unsung                                            | Ele mesmo                   |
| 2012      | Who Do You Think You Are?                         | Ele mesmo                   |
| 2012      | Superman of Tokyo                                 | Superman of Tokyo           |
| 2012–13   | The Secret Millionaire                            | Ele mesmo/Narrador          |
| 2013      | Thunder and Lightning                             | Black Lightning             |
| 2013      | Ironside                                          | Robert Ironside             |
| 2014      | The Trip to Bountiful                             | Ludie Watts                 |
| 2015      | Jake and the Never Land Pirates                   | Capitão Wraith (voz)        |
| 2016      | Against the Odds                                  | Ele mesmo/Narrador          |
| 2016      | Unsung Hollywood                                  | Ele mesmo                   |
| 2016      | The Good Wife                                     | Harry Dargis                |
| 2016      | Sofia the First                                   | Sir Jaxon (voz)             |
| 2015–16   | Agents of S.H.I.E.L.D.                            | Andrew Garner               |
| 2016–18   | Quantico                                          | Owen Hall                   |
| 2016–19   | The Lion Guard                                    | Makuu (voz)                 |
| 2016-2017 | Give                                              | Ele mesmo                   |
| 2019      | When They See Us                                  | Bobby Burns                 |
| 2019      | Dear White People                                 | Professor Moses Brown       |
| 2020      | Self Made                                         | Charles James Walker        |
| 2020      | Your Honor                                        | Roland Carter               |
| 2021      | Independent Lens                                  | Ele mesmo/Narrador          |
| 2021      | Impeachment: American Crime Story                 | Vernon Jordan               |
| 2021      | Love Life                                         | Leon Hines                  |
| 2023      | Black Pop: Celebrating the Power of Black Culture | Ele mesmo                   |
| 2023      | See It Loud: The History of Black Television      | Ele mesmo                   |
| 2024      | Elsbeth                                           | Cliff McGrath               |
| 2024      | Three Women                                       | Richard                     |